# Gruver, Texas
Gruver là một thành phố thuộc quận Hansford, tiểu bang Texas, Hoa Kỳ. Năm 2010, dân số của xã này là 1194 người.

## Dân số
- Dân số năm 2000: 1162 người.
- Dân số năm 2010: 1194 người.